# Мечеть Омейядов
Мече́ть Омейя́дов (араб. الجامع الأموي‎), также известная как Больша́я мече́ть Дама́ска (араб. الجامع الكبير في دمشق‎), одна из крупнейших и старейших мечетей в мире. Расположена в одном из самых священных мест в старом городе Дамаска, представляет собой большую архитектурную ценность.
Мечеть содержит сокровищницу, которая, как говорят, содержит голову Яхьи (Иоанн Креститель), почитаемого пророком как мусульманами, так и христианами. Голова, возможно, была найдена во время раскопок при строительстве мечети. В мечети также находится могила Салах ад-Дина, расположенная в небольшом саду, примыкающему к северной стене мечети.

## История
Место, где сейчас стоит мечеть, в арамейскую эру было занято Храмом Хадада. Арамейское присутствие было засвидетельствовано открытием базальтовой стелы, изображающей сфинкса и раскопанной в северо-восточном углу мечети. Позже, в римскую эпоху, на этом месте располагался Храм Юпитера, затем, в византийское время, христианская церковь, в которой хранилась одна из святынь христианства — голова Иоанна Крестителя.
Первоначально арабское завоевание Дамаска в 636 году не затронуло церковь. Это сохранило церковь и богослужения, хотя мусульмане построили пристройку из саманного кирпича напротив южной стены храма. При Омейядском халифе аль-Валиде I ибн Абдул-Малике, однако, церковь была куплена у христиан перед тем, как была разрушена. Между 706 и 715 на этом месте была построена существующая мечеть. В соответствии с легендой, Аль-Валид самолично начал разрушение церкви, введя золотой шип. Для строительства мечети были приглашены лучшие художники, архитекторы, мастера каменных дел из Афин, Рима, Константинополя, стран Арабского Востока. Всего на строительстве мечети трудились более 12 тыс. рабочих. С этого момента Дамаск становится важнейшим пунктом на Ближнем Востоке и позже стал столицей Омейядского халифата.
Мечеть неоднократно страдала от пожаров, последняя реставрация проходила в 1893 году.

## Архитектура
Мечеть представляет собой огромный комплекс. Она отделена от шумного города мощными стенами. Внутренний двор вымощенный черно-белыми полированными плитами и окруженный колоннадой имеет форму прямоугольника длиной 125 и шириной 50 метров. В него ведут четверо ворот. С трех сторон двор окружает сводчатая галерея, с четвёртой стороны находится молельный зал. Посередине двора находятся фонтан и бассейн для омовений.
Слева от входа стоит внушительная деревянная повозка на здоровенных колесах. Одни говорят, что это таранное устройство, оставленное Тамерланом после штурма Дамаска, другие считают повозку боевой колесницей времен Древнего Рима. Фасадная часть внутреннего двора и окружающие колоннады облицованы цветным мрамором, декорированы мозаичной плиткой и покрыты позолотой. По преданию, для работы над мозаикой халиф пригласил константинопольских мастеров. Долгое время мозаики Омейядской мечети были скрыта под слоем штукатурки и только в 1927 году стараниями реставраторов снова увидели свет.
Интерьер мечети имеет богатое убранство: стены покрыты инкрустацией из мрамора, пол устлан множеством ковров — их здесь более пяти тысяч. Расстояние между колоннами — 5 метров. Огромный трёхсводный молитвенный зал длиной 136 и шириной — 37 метров покрыт деревянными плитками и поддерживается 40 мощными коринфскими колоннами. В центре зала четыре массивные колонны поддерживают гигантский купол, отличающийся великолепием, росписями и тонкостью мозаичной работы. На южной стороне молитвенного зала расположены четыре михраба. С высокого минбара из белого мрамора духовные проповеди транслируются по радио на всю страну. Зал освещается тяжелыми хрустальными люстрами европейского типа.
Минареты сохранились ещё со времен Ибн Валида и были лишь частично реставрированы в 1340 и 1488 годах. Юго-восточный минарет носит имя пророка Исы (Иисуса). Согласно поверью, именно по нему накануне Страшного Суда с небес на землю сойдет Иисус Христос. Руки Пророка, облаченного в белые одежды, будут лежать на крыльях двух ангелов, а волосы будут казаться влажными, даже если их не коснулась вода. Вот почему на землю под минаретом, куда должна ступить нога Искупителя, имам мечети каждый день стелет новый ковер. Противоположный минарету Исы — самый древний минарет, который называется аль-Арук (минарет Невесты). Минарет аль-Гарбия, построенный в XV веке, возвышается над западным входом во двор мечети.
В восточной части двора находится усыпальница, украшенная великолепной изразцовой работой, в которой покоится голова Хусейна ибн Али, внука пророка Мухаммада.

## Могила пророка Яхьи (Иоанна Крестителя)
Внутри мечети (возможно) находится захоронение пророка Яхьи (Иоанна Крестителя). При закладке мечети строители случайно наткнулись на захоронение, сирийские христиане уверяли, что это древняя могила Иоанна Крестителя (Яхьи). По приказу халифа Ибн Валида захоронение осталось на прежнем месте. Так оно оказалось в центре молитвенного зала.
В молельном зале стоит гробница с главой Иоанна Крестителя, отсечённой по приказу царя Ирода. Усыпальница сделана из белого мрамора, украшена нишами из рельефных стёкол зелёного цвета. Сквозь специальный проём можно бросить внутрь поминальную записку, фотографию, передать в дар пророку Яхье деньги.
История с мощами Иоанна Крестителя так и не выяснена до конца. Как говорит архимандрит Александр (Елисов) (представитель патриарха Московского и всея Руси при патриархе Антиохийском и всего Востока), речь может идти только о части главы Крестителя. Существуют ещё четыре фрагмента головы святого — одна хранится на Афоне, другая — во французском Амьене, третья — в Риме, в церкви Папы Сильвестра, четвёртая — в Нагорном Карабахе, в монастыре Дадиванк (село Венг, на левом берегу реки Тертер в Кельбаджарском районе) Азербайджана.

## Галерея
- Колонны
- Главный двор
- Исламская архитектура
- Посетители
- Мечеть Омейядов
- Минарет
- Мечеть Омейядов, внутренний двор
- Мечеть Омейядов
- Мечеть Омейядов
- Мечеть Омейядов
- Мечеть Омейядов, интерьер
- Мечеть Омейядов
- Мечеть Омейядов
- Мечеть Омейядов